# Достойнство
 Тази статия е за етическото понятие.  За партията вижте Достойнство (партия).  
Достойнство e термин, използван в морала, етиката и политическите дискусии, за да означи, че хората (но също и живите същества, като цяло) имат правото на уважение и етично третиране. Това е резултат от концепцията от времето на Просвещението за вътре-присъщите и заложени, неотменими права. Терминът се употребява, за да означи уважение и статус, той описва хора, притежаващи голямо достойнство, в смисъла на заслуги или високо социално положение (аристокрация), а също е и използван често, за да покаже, че някой не получава акуратното ниво на уважение или дори че не успява да третира себе си с достатъчно самоуважение.
Терминът има дълга история на специфични философски употреби.